# Jutge
|  | Per a altres significats, vegeu «Jutges». |

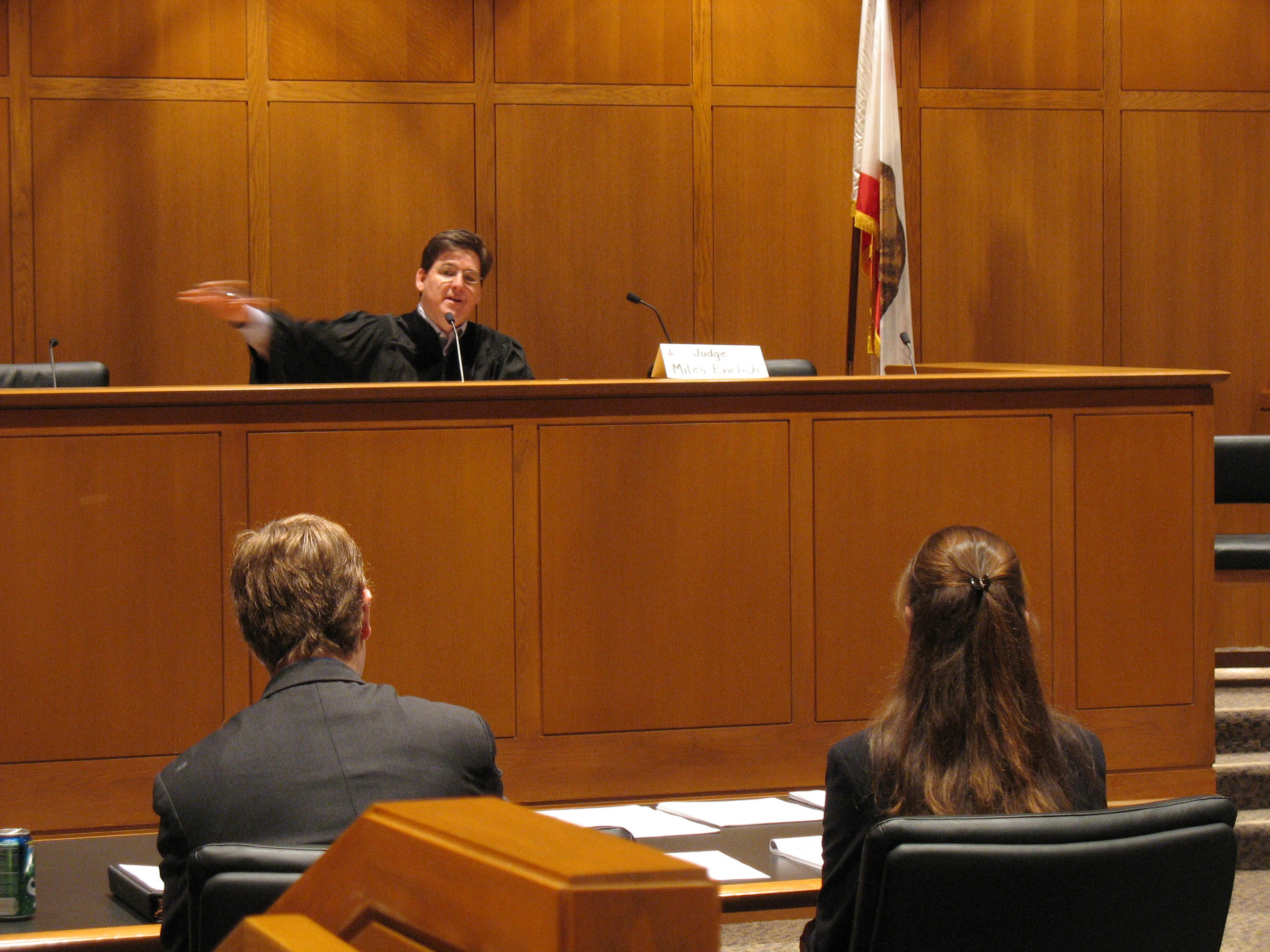
Un jutge parlant amb un advocat, l'any 2006.

El jutge o jutgessa (del llatí iudex) és un funcionari d'administració de justícia. Les seves funcions, formació i nomenament poden variar segons els països. A  Espanya el jutge d'instrucció dirigeix les investigacions encaminades a resoldre els crims, mentre que a d'altres països aquesta tasca correspon als fiscals. Normalment, als països que es regeixen pel dret romà, els jutges són funcionaris de carrera, mentre que en els anglosaxons, a vegades són elegits.
El jutge s'encarrega d'aplicar les lleis penals, civils, mercantils, administratives i socials que té autoritat per jutjar i sentenciar. El jutge és un mediador en el conflicte, en el sentit que ha de resoldre sobre els conflictes jurídics que sorgeixen a conseqüència de l'aplicació de les normes o del seu incompliment.

## La figura del jutge
Els jutges són per tant funcionaris públics que es caracteritzen per la seva autonomia, independència i inamovilitat. Arbitren, assessoren, adjudiquen o administren justícia en un tribunal de justícia. Es tracta d'una autoritat pública investida de la potestat jurisdiccional. No poden ser destituïts dels seus càrrecs, amb l'excepció que es trobin culpables en alguna de les causes que estableix la llei.
La independència i la imparcialitat són l'essència de la funció jurisdiccional. La neutralitat és un atribut bàsic de l'exercici de la funció judicial, la jutgessa o el jutge ha de desconnectar de totes aquelles vinculacions que puguin desvirtuar la seva objectivitat.
La jurisdicció, en l'ordenament jurídic espanyol, està concebuda com a potestat estatal, contempla dos vessants de realitzar dret: jutjar i executar, és a dir, l'operació d'aplicar el dret a uns fets i materialitzar el pronunciament que resulti de l'operació de jutjar, respectivament.
La Llei Orgànica del Poder Judicial estableix que la Carrera Judicial consta de tres categories:
- Magistrat del Tribunal Suprem
- Magistrat
- Jutge.

L'ingrés a la categoria de jutge es reserva pel sistema d'oposició lliure entre llicenciats en dret, completada per la superació d'un curs a l'escola judicial. En menor nombre, l'ingrés a la Carrera Judicial, també pot produir-se per les categories de Magistrat i Magistrat del Tribunal Suprem. En aquest últim cas la designació la fa el Consell General del Poder Judicial entre magistrats amb més de quinze anys d'antiguitat, amb deu a la categoria de Magistrat i una cinquena part entre juristes de reconeguda competència i 15 anys d'experiència.

## Accés a la Carrera Judicial
Amb caràcter general el model predominant de selecció dels jutges és el d'oposicions, també conegut com a sistema burocràtic o continental que representa el concurs públic. Els sistemes judicials europeus són homogenis
respecte als principis fonamentals de separació de poders i la independència de
jutges i magistrats, com a principis fonamentals per garantir l'estat de dret.

### Accés a la Carrera Judicial a Espanya
L'accés a la Carrera Judicial a Espanya està regulat als articles 301 i següents de la Llei Orgànica 6/1985, d'1 de juliol, del Poder Judicial i es basa en els principis de mèrit i capacitat per a l'exercici de la funció jurisdiccional. Aquest accés faculta a qualsevol de les tres categories que integren la Carrera Judicial: jutge o jutgessa, magistrat o magistrada i magistrat o magistrada del Tribunal Suprem. L'accés consta d'oposició lliure i d'un curs teòric i pràctic de selecció a l'Escola Judicial. Per concórrer a l'oposició lliure d'accés a l'Escola Judicial cal ser llicenciat en dret, espanyol, major d'edat i no estar incapacitat per l'ingrés a la carrera judicial.
Tot i que la de les oposicions és la via més habitual per accedir a la Carrera Judicial, també hi ha altres vies d’accés. Els juristes, advocats, lletrats de l’Administració de justícia, fiscals, amb determinats anys d’exercici professional poden optar a ser jutges. És l'anomenat cuarto turno, sistema per a juristes de reconegut prestigi i més de deu anys d'exercici professional com a via d'accés amb la categoria de magistrat També hauran de superar unes proves i fer un curs a l’Escola Judicial.
Els aspirants que aproven l'oposició ingressaran a l'Escola Judicial com a Jutges en pràctiques. La durada del període de pràctiques, la destinació i les funcions dels jutges en pràctiques seran regulats pel Consell General del Poder Judicial a la vista del programa elaborat per l'Escola Judicial. Actualment la durada del curs i formació inicial a l'Escola judicial té una durada de dos anys. En el primer any els alumnes completen els coneixements jurídics adquirits durant la preparació de l'oposició, sempre des d'una perspectiva aplicativa del dret a l'Escola, amb seu a Barcelona. En el segon, els aspirants són destinats com Jutges adjunts a Jutjats de Primera Instància i Instrucció de tots el territori estatal, on realitzen pràctiques jurisdiccionals. Els eixos fonamentals que desenvolupen busquen proporcionar les eines tècniques necessàries per exercir l'ofici de jutge, fomentar la consciència de la transcendència social de la seva funció i obrir espais de reflexió sobre el paper constitucional del jutge. Posteriorment i passats almenys tres anys, és possible accedir a la figura de magistrat, podent ocupar lloc en òrgans col·legiats (tribunals) o unipersonals.

### Accés a la carrera judicial en altres països europeus
En el sistema judicial britànic s'utilitza el que es coneix com model professional de la judicatura, consistent en què els jutges es recluten exclusivament entre advocats, com a barrister (s'encarreguen del treball jurídic com a experts en àrees legals especialitzades i poden comparèixer davant de tots els jutjats, especialment els de més jerarquia) i els solicitor (professionals del dret que bàsicament s'encarreguen del treball legal fora dels jutjats, assessorant els clients, redactant contractes, participant en transaccions, tot i que poden comparèixer davant del jutge però només als tribunals inferiors) que tinguin llarga experiència professional i reconegut prestigi.
La diferència en sistemes d'accés entre el sistema burocràtic o continental i l'anglosaxó ve condicionada també per les característiques dels sistemes jurídics. El dret espanyol deriva de la tradició jurídica romà-germànica, als països de la Common Law (dret comú o anglosaxó) les bases jurídiques s'assenten sobre tres pilars fonamentals: la legislació (tant lleis del Parlament, així com legislació comunitària), la jurisprudència fonamentada per diferents sentències prèvies, i el sistema d'Equity (pel qual un jutjat fa justícia sense comptar amb legislació prèvia, principalment aplicat a la propietat de les terres i fideïcomisos). En el model anglosaxó doncs destaca la importància de la jurisprudència, com dret fonamentat en la jurisprudència del cas.
A França, per accedir a jutge de carrera en la jurisdicció civil i penal hi ha tres tipus de concursos ordinaris que permeten accedir a l'Escola Nacional de Magistratura (École nationale de la magistrature (ENM)), creada el 1958, amb seu a Bordeus. El primer és de concurs extern, des de fora la funció pública, s'hi poden presentar els graduats en Dret i que no superin els trenta-un anys. El segon, concurs intern, orientat a funcionaris públics, amb proves de concurs idèntiques a les del concurs extern. La tercera via està reservada als qui puguin justificar vuit anys d'experiència professional i no superar els quaranta anys. Al marge de la mateixa carrera judicial hi ha els jutges dels Tribunals mercantils (Tribunal de commerce), elegits per representats empresarials, inicialment per dos anys, amb possibles pròrrogues cada quatre anus amb un màxim de catorze. Els jutges del contenciós-administratiu pertanyen al cos funcionarial.
A la República Federal d'Alemanya hi ha una organització descentralitzada del poder judicial, i per això la majoria dels jutges són nomenats pel Land i treballen en els tribunals del mateix Land i només una minoria ho fa en els tribunals federals. Per ser jutge i altres professions jurídiques hi ha una preparació específica, una vegada graduats a la Universitat s'ha de superar un primer examen que permet la pràctica professional del Dret. Hi ha un període de pràctiques com empleats públics i cursos obligatoris en Tribunals, amb tutors avaluadors. Finalment, hi ha un examen d'habilitació, aquest segon examen (staatsexamen), que es jutja per les autoritats del land. Si se supera s'obté la condició de “jurista complet” (volljurist). Per ser jutge, notari, fiscal o advocat amb despatx obert és obligat haver passat aquest segon examen. Segons la nota, aspiren a jutge els que han aconseguit bones notes al seu currículum que poden ser contractats com jutges en prova durant un període de tres a cinc anys, exercint pràcticament totes les potestats jurisdiccionals, tot i que estan supervisats i se'ls hi avaluen les qualitats professionals fins al nomenament com a jutge de carrera. A Alemanya hi ha un jutge per cada 4.000 habitants (a Espanya, un per cada 9.000). Cal distingir entre els que presten els seus serveis als jutjats i tribunals d'un land i aquells que ho són de la federació (bund). No hi ha un únic Tribunal Suprem sinó que n'hi ha cinc: el Tribunal Administratiu Federal amb seu a Leipzig; el Federal de Justícia -civil i penal- amb seus a Karlsruhe i Leipzig; el Federal de Finances amb seu a Munic; el Federal de Treball amb seu a Erfurt; el social amb seu a Kassel.
En alguns països com Suïssa i els Estats Units hi ha elecció dels jutges.

## Òrgan de govern dels jutges
El Consell General del Poder Judicial (CGPJ) és l’òrgan de govern dels jutges. És un òrgan constitucional, col·legiat, autònom, integrat per jutges i altres juristes que exerceix funcions de govern del Poder Judicial amb la finalitat de garantir la independència dels jutges en l'exercici de la funció judicial. També s'encarrega de seleccionar i formar els jutges, tot i que la seva funció principal és protegir i garantir la seva independència. A més, s'encarrega de la gestió ordinària de la Carrera Judicial, per exemple, dels seus permisos o dels concursos de trasllat.
El CGPJ està format per 20 vocals i un president, que també presideix el Tribunal Suprem. Dels 20 vocals, 12 són jutges i els 8 restants, juristes de reconeguda competència. Els 20 vocals són escollits pel Congrés dels Diputats i pel Senat.

## Organització jurisdiccional
En tota comunitat política, assolit un cert grau d'organització institucional, el poder polític assumeix la funció de resoldre els conflictes i disputes juridics dels membres i la funció de penes i càstigs previstos pel dret, el que seria la realització del dret. Aquesta funció es configura en el decurs del temps i en les diferents comunitats polítiques establint titularitat de la funció, òrgans que l'exerceixen (com els jutges professionals, jutges ocasionals), estatut jurídic al que resten sotmesos els titulars d'aquests òrgans i l'àmbit en el qual s'opera (particular, poder públic). Aquest concepte ha evolucionat des de la justícia de l'antic règim monopolitzada pel monarca fins a la justícia independent d'un estat de dret modern.

### Legislació i organització judicial espanyola
Tenint en compte la separació de poders de l'estat de dret, el conjunt d'òrgans que desenvolupen la funció que constitueix el poder judicial del qual s'ocupa el títol VI de la Constitució espanyola, estan encomanats amb exclusivitat, per l'exercici de la potestat jurisdiccional en tota mena de processos, jutjant i fent executar el jutjat, segons les normes de competència i procediment que les lleis estableixin.
Les lleis que regulen l’organització judicial espanyola són la Llei Orgànica del Poder Judicial (6/1985, d’1 de juliol) i la Llei de demarcació i planta judicial (38/1988, de 28 de desembre).
La Llei 38/1988, de demarcació i de planta judicial, desenvolupa la matèria, s'estableix que l'exercici de la potestat jurisdiccional s'atribueix als jutjats i tribunals següents:
- Jutjats de pau.
- Jutjats de Primera Instància i Instrucció, del Mercantil, de Violència sobre la Dona, del Penal, del Contenciós-Administratiu, del Social, de Menors i de Vigilància Penitenciària.
- Audiències provincials.
- Tribunals superiors de justícia.
- Audiència Nacional.
- Tribunal Suprem.[6][17]

Els jutjats tenen caràcter unipersonal, on un únic jutge exerceix el més alt càrrec i la funció jurisdiccional. A més, coneixen assumptes en primera o única instància, és on s'inicien les reclamacions judicials. Els tribunals i audiències són òrgans jurisdiccionals col·legiats, amb diversos magistrats o magistrades que ostenten la presidència. Es divideixen en sales o seccions i, entre altres assumptes, resolen els recursos plantejats contra les sentències en primera instància. Els òrgans unipersonals, excepte els jutjats de pau, tenen les seves seus en les capçaleres de partits judicials (jutjats de primera instància i instrucció), capitals de província (social, del contenciós administratiu) i de l’Estat.
Els òrgans col·legiats són: Audiències provincials, Tribunals superiors de justícia, Audiència Nacional i Tribunal Suprem. Tenen les seves seus a les capitals de província, capitals de les comunitats autònomes, en tant que l'Audiència Nacional i el Tribunal Suprem tenen la seva seu a Madrid.

### Òrgans jurisdiccionals de la UE
El sistema judicial de la Unió Europea, en conjunt, vetlla per la interpretació i l'aplicació del Dret de la Unió. Està constituit per:
- Tribunal de Justícia de la Unió Europea, creat el 1952, té per missió garantir el respecte del Dret en la interpretació i aplicació dels tractats. Representa el més alt òrgan jurisdiccional de la Unió.[18] Integrat per un jutge provinent de cada estat membre. Controla la legalitat dels actes de les institucions de la UE, interpreta el Dret de la Unió a sol·licitud dels jutges estatals. Amb seu a Luxemburg està integrat per dos òrgans jurisdiccionals: el Tribunal de Justícia i el Tribunal General (creat el 1988).[19][20]
- Tribunal General, tracta en primera instància els assumptes no reservats als tribunals especialitzats o al TJUE. També s'ocupa els recursos contra les resolucions de primera instància dels tribunals especialitzats. Compost per dos jutges per cada estat membre. Els jutges són nomenats de comú acord pels governs dels estats membres, prèvia consulta a un comitè per revisar sobre la idoneïtat dels candidats. El mandat és de sis anys amb possibilitat de renovació. Els jutges designen entre ells, per tres anys, el seu president.[21]
- Tribunals especialitzats en àrees determinades, com va ser el cas del Tribunal de la Funció Pública de la Unió Europea, que es va ocupar dels assumptes relacionats amb les institucions de la UE i els seus empleats entre 2005 i 2016. El 2016, es va dissoldre i les seves competències es van transferir al Tribunal General, en el marc de la reforma del sistema judicial de la UE.[22]

## El jutge de pau
Els jutjats de pau són òrgans unipersonals amb jurisdicció al terme municipal i se situen en tots aquells municipis on no hi ha jutjat de primera instància i instrucció. Representen el primer graó en l'estructura judicial de l'Estat, configurats en la Llei orgànica del poder judicial com òrgans servits per jutges no professionals, no els cal tenir el títol de llicenciat en dret, com la resta de jutges.
Són escollits pel Ple Municipal per majoria absoluta i per a un període de quatre anys.

### El jutjat de pau a Catalunya
El nomenament dels jutges ha estat diferent segons la teoria política del moment, en general el nomenament popular té procedència anglosaxona i en els països amb influència francesa, com l'estat espanyol, hi ha una estructura amb un cos organitzat i jeràrquic amb els casos més importants en Jutjats d'Instrucció i primera instància i els Jutjats de Pau pels casos menys greus. Ja des del segle XIII van existir els batlles pedanis on no hi havia veguers ni alcaldes que fossin competents en els judicis de menys transcendència.Després de la Revolució Francesa va néixer a França la institució del jutjat de pau, que tenia l'objectiu d'oferir una justícia més pròxima als ciutadans. La principal tasca era resoldre els litigis lleus entre individus. La figura del jutge de pau era una persona que actuava més com a mediador i que resolia conforme l'equitat i no pas al dret. Es va entendre com un jutge no professional. Amb el Reial decret de 22 d'octubre de 1855, en ple bienni progressista, es creava i organitzava i disposava que hi hagués jutges de pau i suplents en tots els pobles amb ajuntament, amb igual nombre els alcaldes i tinents alcaldes. La llei orgànica de la justícia de 15 de setembre de 1870, va disposar l'existència a cada terme municipal d'un o més jutges municipals per a l'administració de justícia, fixant les seves atribucions que, essencialment, es referien a la celebració dels actes de conciliació, jurisdicció voluntària i assumptes civils, en primera instància i judicis verbals, atribucions en matèria civil i criminal. Amb aquesta llei també s'encarregaren de portar el Registre Civil.
A Catalunya la justícia de pau té una gran implantació territorial: 898 jutjats repartits en els 947 municipis del país, alguns de molt pocs habitants, però també en d'altres, com pot ser Calella, Salt, Castelldefels o Sant Cugat, amb milers d’habitants. És una figura que encarna la justícia d’arrel popular, que es va mantenir durant el període republicà i es va consolidar després del franquisme, ja en període democràtic, amb l’article 108 de l'Estatut d’Autonomia de Catalunya.